# Iveco Daily
Iveco Daily este o autoutilitară comercială ușoară, produsă de producătorul italian Iveco din 1978; a fost vândut, de asemenea, ca Fiat Daily de către Fiat până în 1983. Spre deosebire de Fiat Ducato, mai asemănătoare unui automobil, Daily folosește un cadru separat pentru vehicule comerciale mai grele. Iveco Daily este produs la uzina Iveco Suzzara, lângă Mantova din Italia, unde Iveco a făcut recent investiții substanțiale pentru a reînnoi liniile de producție.

## Prima generație (1978–1999)

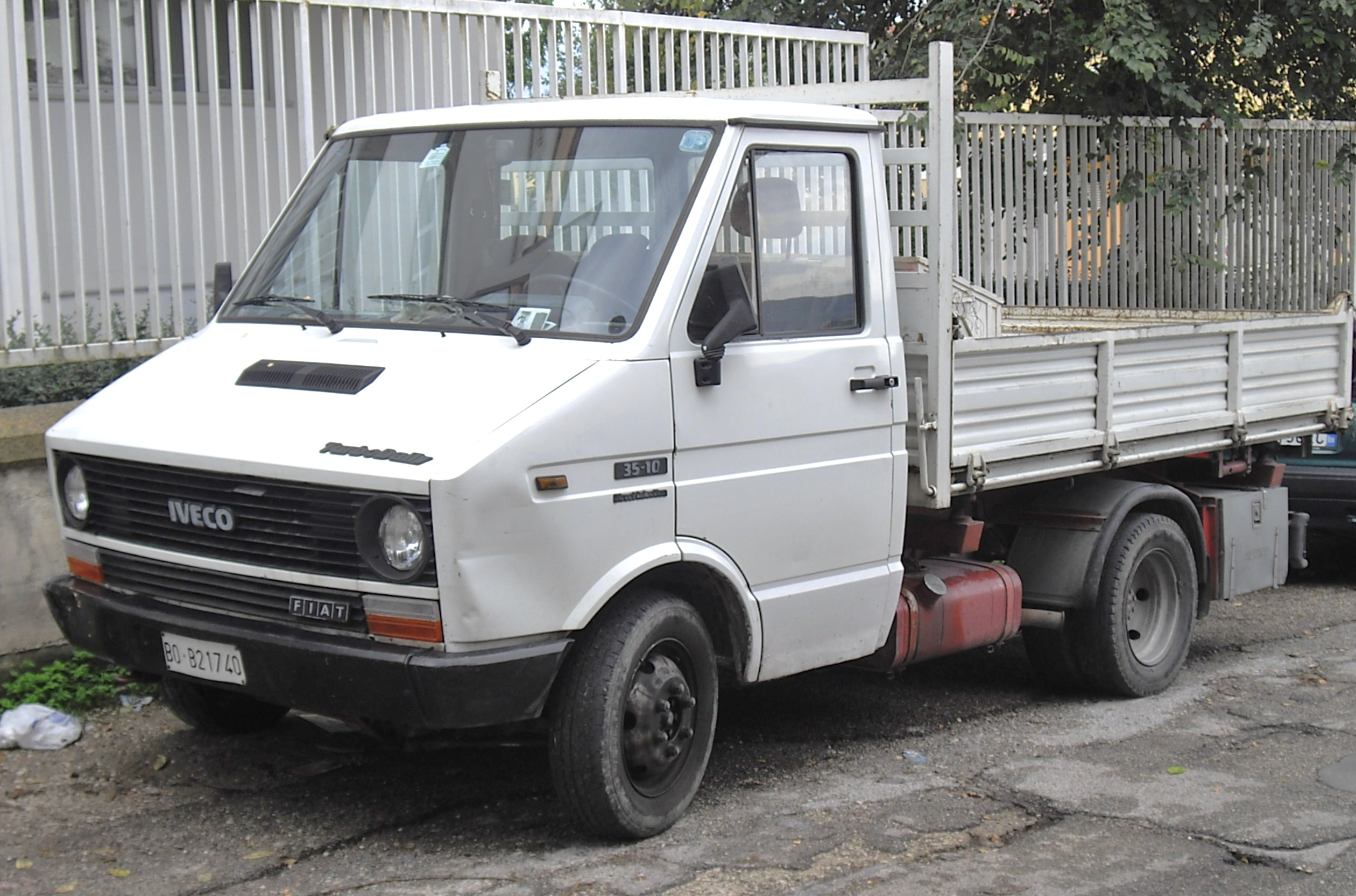

- Inovații: Primul vehicul comercial ușor cu șasiu separat și tracțiune spate, oferind o bază solidă pentru diverse conversii.
- TurboDaily (1985): Introducerea motorului turbodiesel de 2,5 litri cu injecție directă, oferind 92 CP și un cuplu îmbunătățit cu 42%.

## A doua generație (1999–2014)

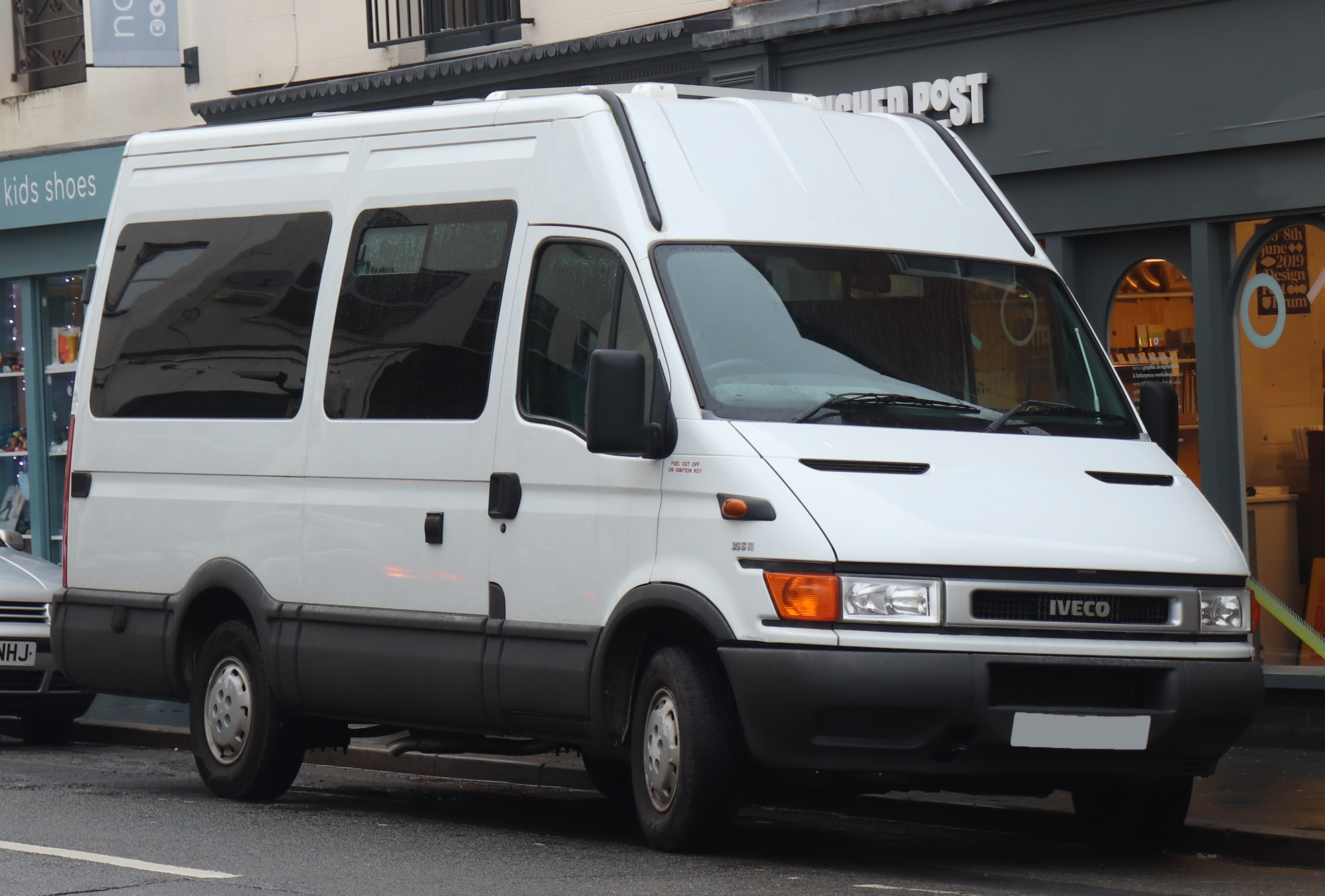

- Design modernizat: Colaborare cu designerul Giorgetto Giugiaro pentru un aspect actualizat.[1]
- Tehnologie avansată: Introducerea tehnologiei Common Rail și a transmisiei automate „Agile”.[1]
- Versiuni variate: Disponibil în multiple configurații, inclusiv variante CNG și 4x4.

## A treia generație (2014–prezent)

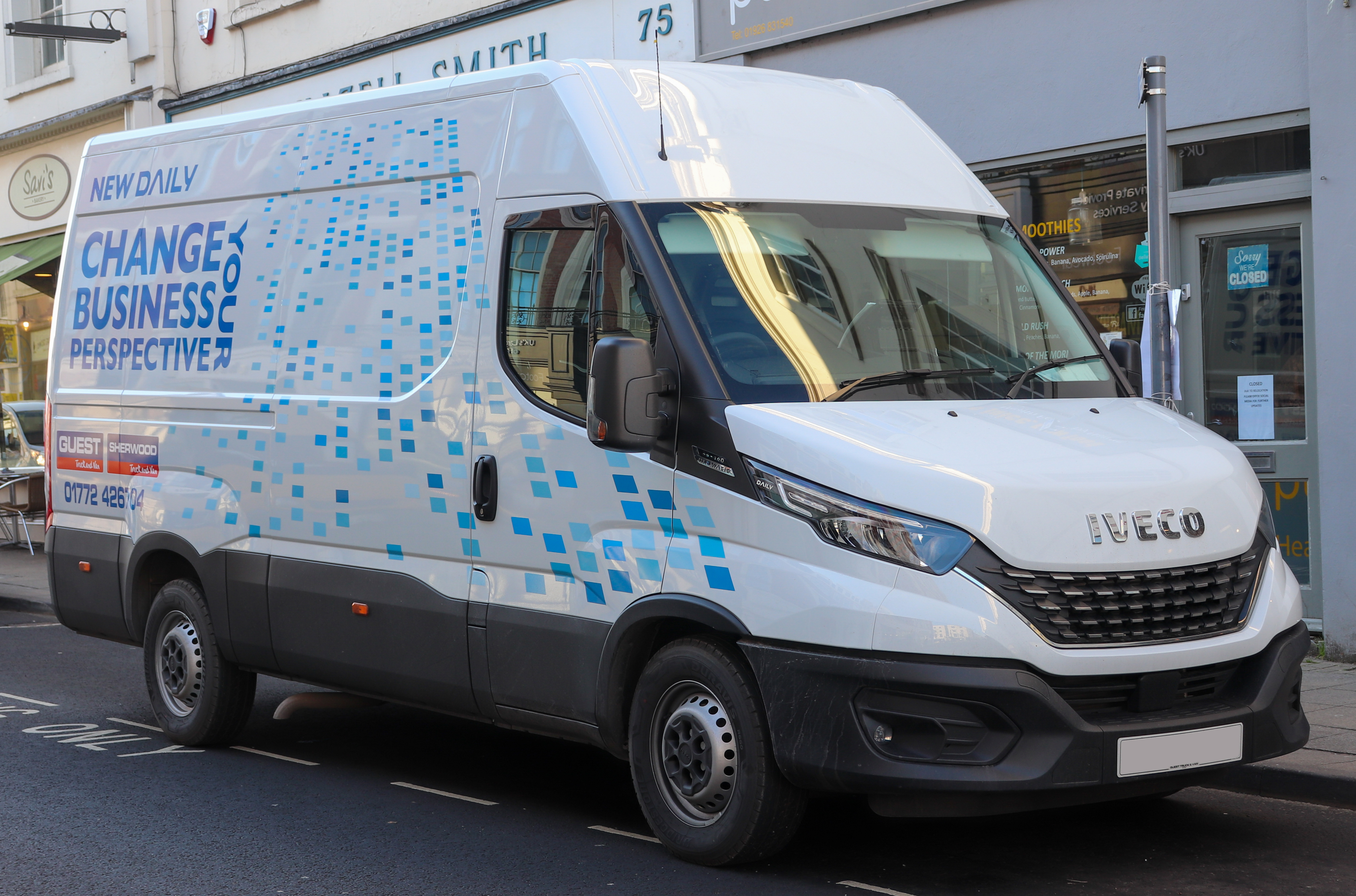

- Hi-Matic: Transmisie automată cu 8 trepte, oferind confort și eficiență sporită. iveco-pts.com
- Blue Power: Gama ecologică, incluzând versiuni electrice și pe gaz natural comprimat (CNG), premiată cu titlul „Van of the Year 2018”.[2]
- Conectivitate: Sisteme avansate de infotainment și asistență la condus, inclusiv control adaptiv al vitezei și recunoașterea semnelor de circulație.

### Producție și recunoaștere globală
- Unități vândute: Peste 2 milioane de unități vândute la nivel mondial până în 2010.
- Premii: Câștigător al titlului „Van of the Year” în 2000, 2015 și 2018.[2]
- Producție internațională: Fabrici în Italia (Suzzara), Spania (Valladolid), Brazilia și China, reflectând cererea globală.[2]

### Aplicații diverse
Datorită versatilității sale, Iveco Daily este utilizat într-o gamă largă de aplicații:
- Transport de marfă: Curierat, livrări urbane și interurbane.
- Transport de persoane: Microbuze, autobuze școlare și transport public.
- Vehicule specializate: Ambulanțe, vehicule de intervenție, autoutilitare pentru construcții și vehicule de camping.